# Carlos Serrano Sierra
Carlos Andrés Serrano Sierra, más conocido como Carlos Serrano Sierra (San Juan Nepomuceno (Bolívar), Colombia, 1 de julio de 1993), es un Columnista, Activista en redes sociales y cantante Colombiano.

## Biografía
Nació en San Juan Nepomuceno (Bolívar), el 1 de julio de 1993, donde vivió sus primeros pasos en el rap en el año 2007 influenciado por artistas como Eminem, 2pac, Los Aldeanos, Canserbero y Portavoz, Luego grabó varias canciones como Viva Colombia Libre, Carta de un Secuestrado, entre otros. 
En 2021 se hizo conocido en su municipio como líder social, activista político en redes sociales y fue precandidato el Concejo de San Juan Nepomuceno 2024-2027.
Se desempeña como Activista Político activo en TikTok, donde desde su cuenta hace oposición al Gobierno de Gustavo Petro., Es Columnista de opinión.